# C. V. Sridhar
Chithamur Vijayaraghavulu Sridhar, mais conhecido como C. V. Sridhar, (22 de julho de 1933 - 20 de outubro de 2008) foi roteirista e diretor de cinema indiano. Ele dirigiu quase 60 filmes, na indústria cinematográfica na língua tâmil, hindi e telugo.
Era o irmão do cineasta C. V. Rajendran.
Morreu vitima de ataque cardíaco em Chennai, em 20 de outubro de 2008.